# Lorenzo Licalzi
(Lorenzo Licalzi, La vita che volevo)
Lorenzo Licalzi (Genova, 1956) è uno scrittore italiano.

## Biografia

### Carriera
Dopo aver fondato e diretto una casa di riposo, ha deciso di dedicarsi solo alla psicologia e alla scrittura. 
Ha pubblicato i primi tre romanzi presso la casa editrice Fazi: Io no, 2001, finalista del Premio del Giovedì "Marisa Rusconi" e segnalato al "Festival del Primo Romanzo" della città di Cuneo; Non so, 2003; Il privilegio di essere un guru, 2004.
Nel 2003 il suo primo romanzo è diventato un film, Io no, diretto da Simona Izzo e Ricky Tognazzi. I diritti per il romanzo Il privilegio di essere un guru sono passati dalla Fazi alla Medusa.
Nel 2005 è stato finalista del Premio Bancarella, vinto poi da Gianrico Carofiglio e nel 2009 ha vinto il premio Selezione Bancarella con il libro 7 uomini d'oro.
È tuttora finalista del concorso Premio Bancarella, con il suo libro L'ultima settimana di settembre.
Risiede a Pieve Ligure.

## Opere
- Io no, Roma, Fazi, 2001
- Non so, Roma, Fazi, 2003
- Il privilegio di essere un guru, Roma, Fazi, 2004
- Che cosa ti aspetti da me?, Milano, Rizzoli Editore, 2005
- La psicologia di Dio, Milano, Libreria degli scrittori, 2005
- Vorrei che fosse lei, Milano, Rizzoli, 2006
- Apposta per te, RCS, Corriere della Sera (Corti di Carta), 2008
- 7 uomini d'oro, Milano, Rizzoli, 2008
- La vita che volevo, Milano, Rizzoli, 2009
- Un lungo fortissimo abbraccio, Milano, Rizzoli, 2011
- L'ultima settimana di settembre, Milano, Rizzoli, 2015
- Cerchiato di Blu, Genova, Fratelli Frilli Editore, 2017
- Le Alternative dell'Amore, Milano, Rizzoli, 2019